# Alberto Roemmers
Alberto José Roemmers Mueser (1890 - 1972) fue un empresario alemán naturalizado argentino, fundador y propietario de los Laboratorios Roemmers, una de las mayores empresas farmacéuticas de Argentina.

## Biografía
Alberto Roemmers nació en Lennep, Renania del Norte-Westfalia, Alemania y a temprana edad se radicó en la Argentina. 

### Fundación de Laboratorios Roemmers
En 1921 fundó la empresa Laboratorios Roemmers. 
Desde 1961 la compañía inició un proceso de expansión.

### Fundación
En 1975 su viuda, Candelaria Wolter de Roemmers, creó la Fundación Alberto J. Roemmers.Su hijo Alberto Roemmers murió el 15 de agosto de 2022 a la edad de 96 años.